# Tecniche brevi
Le tecniche brevi (in inglese small techniques) sono attività formative di breve durata. Sono riconducibili alla sfera della formazione esperienziale. Si tratta di attività ludico-metaforiche che vengono svolte preliminarmente, all'interno di percorsi formativi più complessi. Sono caratterizzate da regole semplici e ben definite.

## Fasi
In tutte le attività formative appartenenti alla categoria delle tecniche brevi si individuano tre momenti principali:
- Presentazione attività: in essa vengono esplicitate le regole dell'attività. Talvolta le informazioni disponibili per i partecipanti sono appositamente erogate in maniera incompleta e parziale dal formatore.
- Svolgimento: coincide con l'esecuzione dell'attività; può avvenire all'aperto o al coperto con l'utilizzo di strumenti semplici.
- Conclusione e debriefing: in questa fase avvengono il riepilogo e la riflessione di quanto svolto nell'attività dai partecipanti. Interviene il formatore in veste di facilitatore favorendo la ristrutturazione cognitiva dell'agire ludico; il debriefing solitamente viene svolto al termine dell'attività ma può anche essere eseguito durante l'attuazione della tecnica breve.

## Tipologie
Si possono distinguere due macro-aree di riferimento di tecniche brevi:
- Energizzanti: attività brevi che possono essere utilizzate per rompere il ghiaccio tra i partecipanti.
- Attività basse: attività nelle quali viene richiesto ai partecipanti di risolvere attivamente un problema o di sfidarsi in piccoli gruppi.

## Ambiente e strumenti
Le attività possono essere svolte all'esterno dell'aula, ma più frequentemente esse sono realizzate al coperto. Le tecniche brevi non richiedono un ambiente eccessivamente strutturato dato che la loro caratteristica è proprio quella di essere di semplice applicazione. Lo svolgimento delle tecniche brevi infatti richiede l'utilizzo di strumenti poco ingombranti e perciò trasportabili ovunque e si registra l'assenza di attrezzature complesse. Perciò è sufficiente che l'ambiente sia illuminato e privo di ingombri in modo che la gestione delle attività sia facilitata.
Tra i vari strumenti che possono essere impiegati ci sono bende, corde, fogli di carta, pasta, palline, bacchette leggere e puzzle. Questi possono essere riutilizzati più volte qualora si volesse proporre l'attività a gruppi diversi.
A tutti i partecipanti vengono fornite le attrezzature e gli strumenti necessari per poter partecipare alle esperienze.

## Vantaggi
L'impiego delle tecniche brevi comporta numerosi vantaggi riassumibili nei seguenti aspetti:
- I partecipanti si mettono alla prova in quanto vi è un netto contrasto con la vita quotidiana dei partecipanti; viene proposto un tipo di formazione non tradizionale ed è prevista l'uscita dei partecipanti dalla zona di comfort. Ciò facilita il processo di apprendimento, in quanto il soggetto viene coinvolto nell'attività in maniera partecipe e non passiva.
- Dopo il debriefing e durante lo svolgimento dell'attività, vengono creati dei “ponti logici” con l'esperienza[1]; vengono in tal modo resi concreti i contenuti teorici emersi nel contesto formativo. Le attività facilitano la comunicazione, il lavoro di gruppo e la comprensione della complessità organizzativa. Infatti questo tipo di metodologia favorisce la coesione tra i partecipanti e incoraggia la responsabilità, l'iniziativa, la curiosità ed il cambiamento.
- Si registra un'alta flessibilità che si concretizza in una facile adattabilità a diversi destinatari e a diversi obiettivi formativi.
- La brevità dell'attività evita un abbassamento del livello di attenzione da parte dei partecipanti.
- Le attività possono essere realizzati da istruttori senza la supervisione di tecnici, in quanto si tratta di tecniche semplici, che non richiedono l'impiego di materiali o competenze complesse.
- Viene creata l'opportunità di far vivere ai partecipanti sia il ruolo di attori che di osservatori della dinamica.

## Svantaggi
Lo svolgimento di queste attività può comportare degli effetti negativi non controllabili dalla figura del formatore, riassumibili nelle seguenti conseguenze:
- L'attività può essere percepita dai partecipanti come un mero gioco. Ciò avviene ad esempio quando manca una soddisfacente fase di debriefing e il potenziale formativo non viene evidenziato in maniera sufficiente. Infatti, le tecniche brevi sono talvolta scarsamente trasferibili dal piano astratto-ludico a quello reale; perciò può essere sottovalutato lo scopo formativo dell'attività.
- L'attività può essere recepita come eccessivamente intrusiva, data l'uscita del partecipante dalla sua area di comfort. Ciò vale specialmente per coloro che vivono per la prima volta un'esperienza d'aula non tradizionale.
- Le tecniche brevi, spesso realizzate al coperto hanno un impatto emotivo minore rispetto a quello scaturito da un'esperienza all'aperto e ciò potrebbe comportare un livello di apprendimento inferiore.